# Mitsubishi Eclipse
Mitsubishi Eclipse var en sportscoupé udviklet i joint venture mellem bilfabrikanterne Mitsubishi (som Eclipse), Plymouth (som Laser) og Chryslers datterselskab Eagle (som Talon). Til dette formål blev firmaet Diamond Star Motors grundlagt i 1985.
Modellen blev mellem starten af 1990 og slutningen af 2012 fremstillet i Normal, Illinois.

## Eclipse (D20, 1990−1995)
Den første generation af Eclipse blev fremstillet mellem starten af 1990 og efteråret 1995. I USA fandtes modellen i flere forskellige udstyrs- og motorvarianter. Basismodellerne var udstyret med en 1,8-liters SOHC-motor med 68 kW (92 hk, type 4G37), forhjulstræk, ingen bagrudevisker og mekaniske rudeoptræk.

### Versioner
- RS: 1,8-liters SOHC-motor 4G37 (68 kW/92 hk) og forhjulstræk
- GS (16V): 2,0-liters DOHC-motor 4G63 (100 kW/136 hk) og forhjulstræk
- GSi (16V): 2,0-liters DOHC-motor 4G63 (110 kW/150 hk) og forhjulstræk. Acceleration 0-100 km/t 9,1 sek., topfart 220 km/t (elektronisk begrænset).
- GS-T: 2,0-liters DOHC-motor 4G63T (143−154 kW/195−210 hk), forhjulstræk og turbolader. Acceleration 0-100 km/t 8,4 sek., topfart 220 km/t (elektronisk begrænset).
- GS-X: 2,0-liters DOHC-motor 4G63T (143−154 kW/195−210 hk), permanent firehjulstræk og turbolader
- GSi (16V): 2,0-liters DOHC-motor 4G63 (110 kW/150 hk) og forhjulstræk som targa (ombygget af fa. Erich Goeckel)

De eneste versioner som blev importeret til Europa var en speciel udgave af GS og fra 1994 også GS-T. Disse var udstyret med en ekstern oliekøler, bankesensor, et højere kompressionsforhold (10,4:1 i stedet for 9,0:1) og en højere effekt (110 kW/150 hk i stedet for 100 kW/136 hk for GS hhv. 143 kW/195 hk for GS-T) end den amerikanske GS. Den europæiske Eclipse fandtes kun i én udstyrsvariant: Fuldt udstyr med undtagelse af skydetag og læderkabine. Som ekstraudstyr kunne man bestille udstyrspakkerne Top og GT, som blandt andet omfattede sportsundervogn, andre hækskørter, større 16" hjul, dobbelt udstødningsenderør og et sportsrat fra Momo. Targa-modellen blev kun bygget i ca. 200 eksemplarer; targataget var udtageligt i to dele og undervognen forstærket med to 1,5 mm-stålplader, hvilket gjorde bilen ca. 60 kg tungere end den almindelige Eclipse. Rudeoptrækkene var styret således, at ruden ved åbning af døren kørte ned et øjeblik, og kørte op igen efter lukning. Med tiden blev næsten alle targatage utætte, så det blev nødvendigt at installere en supplerende tætning.

## Eclipse (D30, 1995−2000)
I efteråret 1995 kom den anden modelgeneration af Eclipse på markedet, som i USA som basismodel (uden turbolader) havde en anden motor fra Chrysler (2,0 liter DOHC, motorkode D420A). I GS-T og GSX forblev 4G63-motorerne (som også gjorde tjeneste i Mitsubishi Lancer Evolution) næsten uændrede i forhold til forgængeren.
Til Europa kom fortsat kun basismodellen med 4G63-motor (til årgang 1996: Euro1/107 kW (145 hk), derefter Euro2/104 kW (141 hk)), som udvendigt kun adskilte sig gennem det standardmonterede dobbelte udstødningsrør på de ældre Euro1-versioner.
I modsætning til forgængeren fandtes modellen også i en cabrioletudgave kaldet "Spyder". Denne cabriolet med stofkaleche fandtes med såvel 2,4-liters sugemotoren 4G64 med 105 kW (143 hk) samt i 2,0-liters GS-T-turboversionen med 4G63T-motoren med 157 kW (213 hk). Det var dog kun den lukkede version, som blev importeret officielt til Europa.
I sommeren 1998 gennemgik Eclipse et facelift med modificerede kofangere, sidelister, forlygter/tågeforlygter, kabinefarve og indtræk. Derudover blev det af Bosch fremstillede ABS-system modificeret, da det i årgangene 1995 til 1997 ofte faldt ud på grund af sprøjtevandsskader i ABS-hydraulikblokken. Med indføringen af det modificerede ABS-system blev passagerfodrummet dybere, da ABS-systemets styreenhed blev flyttet derfra til ABS-hydraulikblokken.
- Bagfra
- Mitsubishi Eclipse Coupé (1998–2000)
- Mitsubishi Eclipse Spyder (1998–2000)

### Tekniske data
|                                                | 2,0                   | 2,0                   | 2,0 Turbo                 |
| Byggeår                                        | 1995–1996             | 1996–2000             | 1995–2000                 |
| Motordata                                      |                       |                       |                           |
| Motorkode                                      | 4G63                  | 4G63                  | 4G63T                     |
| Motortype                                      | R4-benzinmotor        | R4-benzinmotor        | R4-benzinmotor            |
| Antal ventiler pr. cylinder                    | 4                     | 4                     | 4                         |
| Ventilstyring                                  | DOHC, tandrem         | DOHC, tandrem         | DOHC, tandrem             |
| Fødesystem                                     | Multipoint            | Multipoint            | Multipoint                |
| Trykladning                                    | –                     | –                     | Turbolader, ladeluftkøler |
| Køling                                         | Vandkøling            | Vandkøling            | Vandkøling                |
| Boring × slaglængde                            | 85,0 × 88,0 mm        | 85,0 × 88,0 mm        | 85,0 × 88,0 mm            |
| Slagvolume                                     | 1997 cm³              | 1997 cm³              | 1997 cm³                  |
| Kompressionsforhold                            | 10,0:1                | 10,0:1                | 8,5:1                     |
| Maks. effekt ved omdr./min.                    | 107 kW (145 hk) /6000 | 104 kW (141 hk) /6000 | 157 kW (213 hk) /6000     |
| Maks. drejningsmoment ved omdr./min.           | 177 Nm /5000          | 179 Nm /3000          | 290 Nm /3000              |
| Kraftoverførsel                                |                       |                       |                           |
| Drivende hjul (standardudstyr)                 | Forhjul               | Forhjul               | Forhjul                   |
| Drivende hjul (ekstraudstyr)                   | –                     | –                     | Alle                      |
| Gearkasse (standardudstyr)                     | 5-trins manuel        | 5-trins manuel        | 5-trins manuel            |
| Gearkasse (ekstraudstyr)                       | 4-trins automatisk    | –                     | 4-trins automatisk        |
| Præstationer                                   |                       |                       |                           |
| Topfart                                        | 220 km/t              | 217 km/t              |                           |
| Acceleration 0-100 km/t                        | 9,4 sek.              | 9,5 sek.              |                           |
| Brændstofforbrug pr. 100 km ved blandet kørsel | 7,6 liter Blyfri 95   | 9,7 liter Blyfri 95   | 9,0 liter Blyfri 95       |

1. 1 2  Med automatgear: 153 kW (208 hk) / 298 Nm

## Eclipse (D50, 2000−2005)
Den tredje generation af Eclipse blev introduceret i foråret 2000, og blev kun produceret og markedsført i USA. Ligesom forgængeren fandtes modellen som Coupé og Spyder.
Basismotoren var en 2,4-liters firecylindret motor med 113 kW/154 hk, som kunne fås i modelvarianterne GS og RS. Turboversionen blev afløst af en V6-motor med 152 kW/207 hk i GT-modellen.
Fra foråret 2003 kunne der ud over GT leveres en yderligere V6-model, GTS. Samtidig blev der gennemført et mindre facelift. På grund af forbedringer af gasspjældet og indsugningsmanifolden blev ydelsen øget til 154 kW/210 hk.
I Europa kunne modellen kun fås som parallelimport. Leveringen af reservedele gennem europæiske Mitsubishi-forhandlere er ikke komplet garanteret, og derfor benyttes der ofte tilsvarende reservedele fra Mitsubishi Galant V6 24V.
Topfarten lå på 240 km/t (elektronisk begrænset), og accelerationen fra 0 til 100 km/t tog 7,2 sek.
I foråret 2005 udgik D50-serien af produktion.
- Bagfra
- Mitsubishi Eclipse Spyder (2003–2005)
- Bagfra

## Eclipse (4G, 2005−2012)
Den sidste modelgeneration af Eclipse blev præsenteret for offentligheden på Detroit Auto Show i foråret 2005.
Modelserien findes i tre udførelser: Eclipse GS (Spyder), Eclipse GT (Spyder) og Eclipse SE.
I efteråret 2008 fik Eclipse et facelift. Ud over flere udvendige farver til hele modelserien kunne GT-modellen fås med et nyt bodykit med større bagskærme og dobbelt udstødningsenderør.
I slutningen af 2012 blev produktionen af Eclipse indstillet uden efterfølger.
- Bagfra
- Mitsubishi Eclipse SE Coupé (2008–2012)